# ゴッド&ジェネラル/伝説の猛将
『ゴッド&ジェネラル/伝説の猛将』（原題: Gods and Generals）は、2003年のアメリカ映画。南北戦争を描いたジェフリー・シャーラの同名小説を原作とした歴史映画である。日本未公開。

## ストーリー
南軍の名将として名高いロバート・E・リーとストーンウォール・ジャクソン、北軍の英雄ジョシュア・チェンバレンを中心に、南北戦争初期の推移を描く。南北戦争が南軍側にとっては郷土防衛のための戦いであった背景を重視し、両陣営を公平な視点から描いている。第2部の「ゲティスバーグの戦い（Gettysburg）」に続いて製作されたこの映画は南北戦争３部作の第1部である。
3部作の最終章となるはずの「Last Full Measure」は2021年5月現在製作のアナウンスは無い。
本編はマナサス、フレデリックスバーグ、チャンセラーズビル（いずれも南軍が勝利した主要な戦闘）の3章に分けられている。なお、ディレクターズカット版として米国内で販売されているBlu-rayは4時間39分ほど（通常版は3時間28分ほど）ある。
【ディレクターズカット版で追加された主なシーン】
（1）アンティータムの戦いの章（とうもろこし畑での戦闘シーンは必見）
（2）リンカーン暗殺事件の実行犯となる俳優ジョン・ウィルクス・ブースのシーンが新たに追加されている。
なお、前作「ゲティスバーグの戦い（Gettysburg）」のオープニングで密偵役のハリソンもブースの同僚として出演している。通常版ではブースとともに全てカットされていた。
（3）南軍騎兵隊のJ・E・B・スチュアート将軍が使わしたジョン・ペラム少佐がジャクソン将軍に仕立ての良い制服を届けるシーン。（クレジット表記は無いが、ジョン・ペラム少佐である。彼はフレデリックスバーグの戦いで2門の大砲を駆使し大活躍している。しかしチャンセラーズヴィルの戦いの前のケリーズフォードの戦いで戦死している。）
（3）南軍の慰問団が歌う「Bonnie Blue Flag」の前に、夫婦の小芝居が入っている。
その他細かなシーンの追加もあり、約1時間ほどが通常版より追加され、物語を更に重厚なものにしている。
通常版・ディレクターズカット版ともに、2021年5月現在、日本語字幕版は発売されていない。
しかし過去に洋画専門チャネルのザ・シネマなどにて前編・後編に分けて日本語字幕版が放送されたことはある。

## キャスト
- ストーンウォール・ジャクソン中将：スティーヴン・ラング
- ロバート・E・リー大将：ロバート・デュヴァル
- ジョシュア・チェンバレン中佐：ジェフ・ダニエルズ
- トーマス・チェンバレン軍曹：C・トーマス・ハウエル
- ジェイムズ・ケンパー准将：ロイス・D・アップルゲイト
- バスター・キルレイン軍曹：ケヴィン・コンウェイ
- アレクサンダー・ペンドルトン大佐：ジェレミー・ロンドン
- ジェイムズ・ロングストリート中将：ブルース・ボックスライトナー
- ファニー・チェンバレン：ミラ・ソルヴィノ
- アンナ・ジャクソン：カリ・ローシャ
- ビリー・キャンベル
- キース・アリソン
- ミア・ディロン
- フランキー・フェイソン
- チャールズ・グリフィン准将：マット・K・ミラー
- A・P・ヒル少佐：ウィリアム・サンダーソン